# Йоханссон, Пааво
Пааво Йоханссон (фин. Paavo Johansson; 21 октября 1895 — 5 декабря 1983) — финский легкоатлет, призёр Олимпийских игр.
Пааво Йоханссон родился в 1895 году в Хельсинки (Великое княжество Финляндское). В 1920 году на Олимпийских играх в Антверпене он завоевал бронзовую медаль в метании копья; также он принял участие в соревнованиях по десятиборью, но в них не смог добиться медали. В 1924 году на Олимпийских играх в Париже он вновь принял участие в соревнованиях по метании копья, но на этот раз был лишь восьмым.